# アルポ・マルッティネン
アルポ・クレルボ・マルッティネン（Alpo Kullervo Marttinen, 1908年11月4日 - 1975年12月20日）は、フィンランド出身の軍人。第二次世界大戦中にはフィンランド陸軍に勤務し、戦後はアメリカ合衆国に移りアメリカ陸軍に勤務した。最終階級は大佐。

## 経歴
1908年、アラトールニオに生を受ける。
マルッティネンはフィンランド武器隠匿事件として知られる事件における重要人物の1人だった。この事件は継続戦争がモスクワ休戦協定により終結した後、これに反発する将兵らがソビエト連邦に対する秘密抵抗運動を展開するべくフィンランド各地に軍の装備品を隠匿したというものである。事件の露呈後、これに関与した者は国外脱出を余儀なくされた。
1945年、かつての部下ハリー・ヤルブ元中尉による援助の元でフィンランドを脱出してスウェーデンに移る。そして翌年には家族と共にアメリカ合衆国に移住し、1947年にはアメリカ陸軍に入隊、そして1951年には米国市民権を取得した。なお、マルッティネンと同様にフィンランドを脱出してアメリカ陸軍に入隊したフィンランド系将校のグループは、彼の名から「マルッティネンの仲間たち」（英語: Marttinen's men,フィンランド語: Marttisen miehet）と呼ばれた。このグループに所属した著名な将校としてはラリー・ソーン元大尉が知られる。
当初は特技兵の肩書で冬季戦に関する訓練教官を務めていたが、後に参謀将校となり、アメリカ本土、西ドイツ、韓国などで勤務した。また、軍歴の最後の3年間はイランに軍事顧問として派遣されていた。彼はアメリカ軍人として、1950年に陸軍指揮幕僚大学を、1963年に陸軍大学校を卒業している。1968年、アメリカ陸軍を退役する。
1975年12月20日にバージニア州フォールズチャーチにて死去し、フォート・レブンワース国立墓地に埋葬された。彼には3人の息子がおり、三男のペッカ・マルッティネン（Pekka Marttinen, 1933年 - 1958年）は第2ストライカー騎兵連隊に中尉として勤務していたが、ドイツのグラーフェンヴェーアにて火砲の暴発に巻き込まれ死亡した。

## 受章
フィンランド
- マンネルハイム十字章

アメリカ
- レジオン・オブ・メリット
- 陸軍褒章メダル（英語版）
- 陸軍善行章（英語版）
- 国防従軍章（英語版）